# Матаморас (Охајо)
Матаморас (енгл. Matamoras) град је у америчкој савезној држави Охајо.

## Демографија
По попису из 2010. године број становника је 896, што је 61 (-6,4%) становника мање него 2000. године.
| Група             | 2000.       | 2010.       |
| Белци             | 945 (98,7%) | 863 (96,3%) |
| Афроамериканци    | 2 (0,2%)    | 4 (0,4%)    |
| Азијати           | 1 (0,1%)    | 2 (0,2%)    |
| Хиспаноамериканци | 4 (0,4%)    | 9 (1,0%)    |
| Укупно            | 957         | 896         |